# Ладлоу (Енглеска)
Ладлоу је варошица са око 11.000 становника у западној Енглеској, на граници са Велсом, и највећи је град у јужном Шропширу.

## Занимљивости
Град је основан крајем 11. века; стари део града лежи на ушћу река Тим (енгл. Teme) и Корви (енгл. Corve), на брду на чијем врху се налазе замак Ладлоу и парохијска црква светог Лоренца, највећа у округу, подигнута 1199. Град има преко 500 заштићених грађевина, укључујући и средњовековне и тјудорске грађевине са дрвеном конструкцијом.